# Дурак, Абдулла
Абдулла́ Дура́к (тур. Abdullah Durak; род. 1 апреля 1987, Нигде) — турецкий футболист, полузащитник.

## Биография
Начал играть в футбол в клубах «Кемерхисар Беледиеспор» и «Нигде Беледиеспор». В 2005 году перешёл в клуб высшего дивизиона «Кайсериспор», в 2007 году подписал с ним профессиональный контракт. В 2008 году был отдан в полугодичную аренду в клуб четвёртого дивизиона «Кастамонуспор».
С сезона 2008/09 Абдулла Дурак являлся игроком основного состава «Кайсериспора». В чемпионате страны сыграл за клуб 190 матчей, забил 5 голов, в Лиге Европы сыграл 2 матча.
9 июля 2015 года перешёл в клуб «Касымпаша».
В 2018 году перешёл в клуб «Ризеспор».

## Международная карьера
В 2008 году выступал за молодёжную сборную Турции, сыграл 5 матчей и забил 1 гол. В 2011 году привлекался во вторую сборную Турции.